# Stegonotus borneensis
Stegonotus borneensis — вид змій родини полозових (Colubridae). Ендемік Калімантану.

## Поширення і екологія
Stegonotus borneensis широко поширені на острові Калімантан, де спостерігалися в малазійських штатах Сабах і Саравак та в індонезійсьуій провінції Центральний Калімантан. вони живуть в лісовій підстилці рівнинних і гірських вологих тропічних лісів, на висоті від 150 до 1800 м над рівнем моря.